# Friockheim
Friockheim är en ort i Storbritannien.   Den ligger i kommunen Angus och riksdelen Skottland, i den norra delen av landet, 600 km norr om huvudstaden London. Friockheim ligger 49 meter över havet och antalet invånare är 787.
Terrängen runt Friockheim är platt. Runt Friockheim är det ganska tätbefolkat, med 96 invånare per kvadratkilometer. Närmaste större samhälle är Arbroath, 9,6 km sydost om Friockheim. Trakten runt Friockheim består till största delen av jordbruksmark.